# Robert Emmett Tansey
Robert Emmett Tansey (Brooklyn, 28 giugno 1897 – Los Angeles, 17 giugno 1951) è stato un attore, sceneggiatore, regista e produttore cinematografico statunitense.
Fu attivo nel mondo del cinema in diversi ruoli tra gli anni 1910 e gli anni 1950. A volte risulta accreditato come Robert E. Tansey o Robert Tansey.

## Filmografia parziale

### Regista
- The Way of the West (1934)
- Westward Ho (1935)
- Song of the Gringo (1936)
- Pinto Rustlers (1936)
- The Painted Trail (1938)
- Across the Plains (1939), produttore e sceneggiatore[2]
- Take Me Back to Oklahoma (1940)
- Lone Star Law Men (1941)
- Dynamite Canyon (1941)
- The Driftin' Kid (1941)
- Western Mail (1942)
- Texas to Bataan (1942)
- Trail Riders (1942)
- Where Trails End (1942)
- Two Fisted Justice (1943)
- Death Valley Rangers (1943)
- Song of Old Wyoming (1945)
- Romance of the West (1946)
- The Caravan Trail (1946)
- Colorado Serenade (1946)
- Tumbleweed Trail (1946)
- Driftin' River (1946)
- Stars Over Texas (1946)
- Wild West (1946)
- The Enchanted Valley (1948)
- Shaggy (1948)
- Forbidden Jungle (1950)
- The Fighting Stallion (1950)
- Federal Man (1950)
- Cattle Queen (1951)
- Badman's Gold (1951)

### Sceneggiatore
- Paradise Canyon, regia di Carl Pierson (1935)

### Attore
- The Awakening of a Man, regia di George Lessey - cortometraggio (1913)
- The Birth of the Star Spangled Banner, regia di George A. Lessey - cortometraggio (1914)